# Благодатное (Липецкая область)
Благода́тное — небольшая деревня в Хлевенском районе Липецкой области России, входит в состав Фомино-Негачевского сельсовета. До июля 2015 года — село Благодатная.

## География
Поселение расположено на берегу реки Неги, в 9 км на северо-запад от центра сельсовета — села Фомино-Негачевка, в 24 км к юго-западу от райцентра — села Хлевное.

## Население
| 2009 | 2010 |
| ---- | ---- |
| 6    | ↗7   |

## Описание
Объекты социальной инфраструктуры в деревне отсутствуют. На улице Центральной установлен таксофон. Централизованным водоснабжением и водоотведением жители не обеспечены, дома не газифицированы.
Дома преимущественно принадлежат дачникам и используются ими для постоянного или сезонного проживания.